# 서문형
서문형(1994년~)은 대한민국의 기상캐스터이다. 
브레인TV와 경기도청 아나운서를 거쳐 2024년부터 TBC 기상캐스터로 활동 중이다.

## 학력
- 이화여자대학교 소비자학과 졸업

## 경력
- 브레인TV 5회 십단전
- 브레인TV 6회 십단전
- 경기도청 아나운서
- Wavve 피의 게임2 - 집사
- TBC 굿모닝뉴스